# Platyzosteria alternans
Platyzosteria alternans es una especie de cucaracha terrestre del género Platyzosteria, tribu Polyzosteriini, subfamilia Polyzosteriinae. Fue descrita científicamente por Hanitsch en 1934.

## Distribución
Se distribuye por Oceanía: Australia.